# Amtsgericht Bad Urach

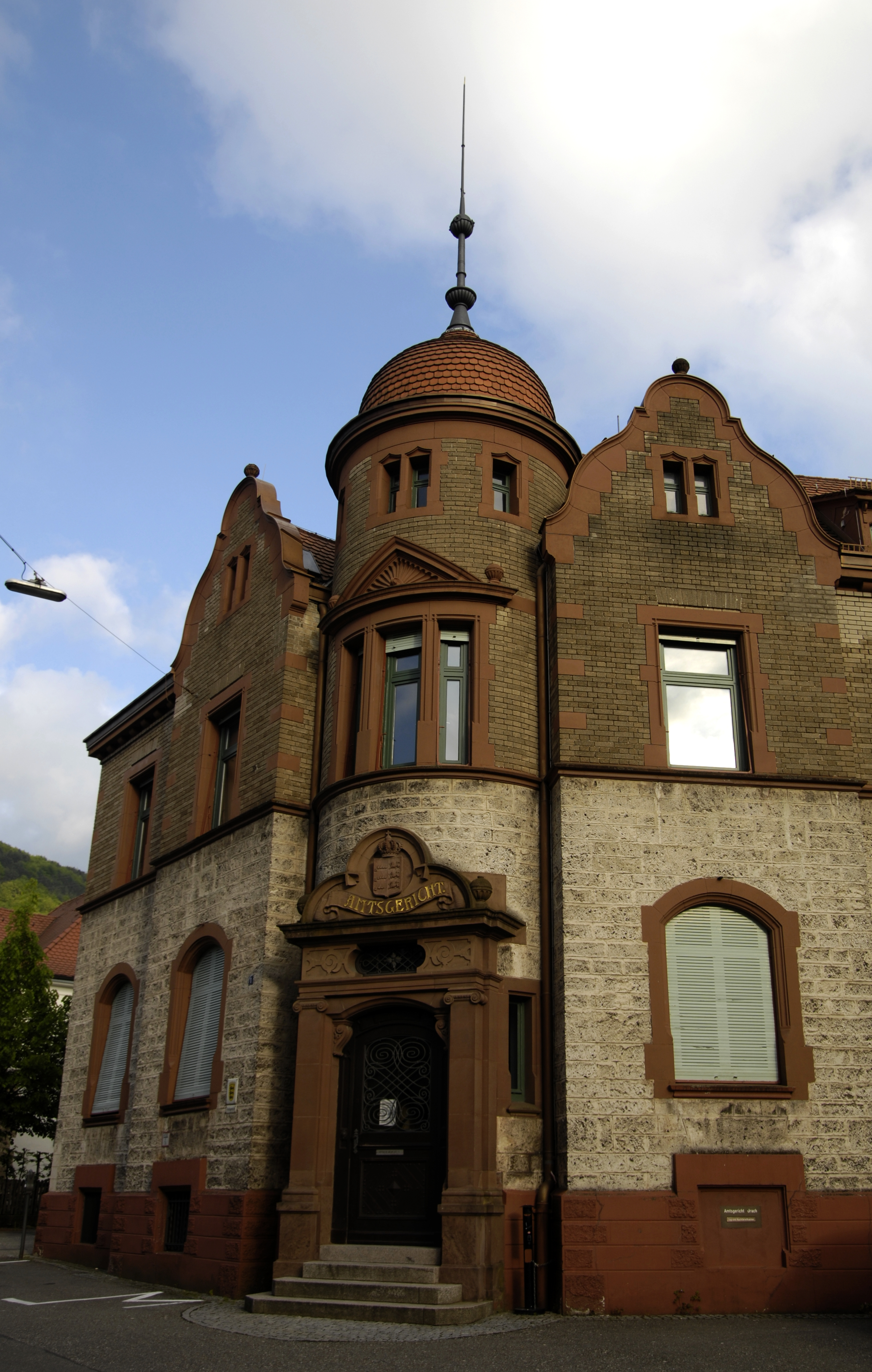
Amtsgericht Bad Urach

Das Amtsgericht Bad Urach ist ein Gericht der ordentlichen Gerichtsbarkeit und gehört zu den sieben Amtsgerichten im Bezirk des Landgerichts Tübingen.

## Gerichtsbezirk und -sitz
Sachlich zuständig ist das Amtsgericht für alle erstinstanzlichen Zivil-, Familien- und Strafsachen.
Der Gerichtsbezirk des AG Bad Urach umfasst die Gemeinden Bad Urach, Dettingen/Erms, Grabenstetten, Grafenberg, Hülben, Metzingen, Riederich, Römerstein und St. Johann.
In Insolvenzsachen ist das Amtsgericht Tübingen zuständig. Zwangsversteigerungssachen werden beim Amtsgericht Reutlingen durchgeführt. Handels-, Genossenschafts- und das Partnerschaftsregister sind beim Amtsgericht Stuttgart konzentriert.
Dem Amtsgericht Bad Urach ist das Landgericht Tübingen übergeordnet. Zuständiges Oberlandesgericht ist das Oberlandesgericht Stuttgart.

## Gebäude
Das Gericht befindet sich Beim Schloss 1 in 72574 Bad Urach.